# Hlavinka (přítok Radošinky)
Hlavinka (hp 4-21-12-653) je potok v Podunajské nížině, protékající okresem Topoľčany. Je to levostranný přítok Radošinky, dlouhý 15,3 km, a je tokem V. řádu. Protéká intenzivně využívanou zemědělskou krajinou (chmelařská oblast), na středním toku napájí vodní nádrž Krtovce.
Pramení v Považském Inovci na východním svahu Marhátu (748,2 m n. m.) v nadmořské výšce kolem 500 m n. m.
Hlavinka protéká geomorfologickým celkem Povážského Inovce, podcelkem Krahulčie vrchy, geomorfologickým celkem Podunajská pahorkatina, podcelek Nitranská pahorkatina, část Bojnianská pahorkatina.
Protéká obcemi Vozokany, Lipovník (mezi obcemi tvoří hranici), Krtovce, Lužany, Obsolovce a okrajem Malé Ripňany.
Ústí zleva do Radošinky jižně od obce Malé Ripňany v nadmořské výšce cca 158 m n. m.
Přítoky:
- zprava: Vozokanský potok (202,6 m n. m.), Nemečiansky potok, Kopanický potok,
- zleva: Lipovnícky potok a krátký přítok pramenící a ústící jižně od obce Lužany.